# Bankisha
Bankisha (jap. 番記者; dt. „Wächter-Reporter“) sind Journalisten japanischer Zeitungen, die von ihren Verlagen beauftragt wurden, ausschließlich über eine bestimmte Person des öffentlichen Lebens, meist Politiker, zu berichten. Ihre Aufgabe ist es, eine enge persönliche Bindung zu diesem Politiker aufzubauen und so exklusive oder inoffizielle Informationen zu erhalten. Im Gegenzug erhält der Politiker eine gewisse Kontrolle darüber, was die Medien über ihn berichten. Zu kritische Berichterstattung würde dazu führen, dass der Bankisha-Status des Reporters verloren geht.
Bankisha erhalten auf Pressekonferenzen die Plätze in der ersten Reihe, und oft werden ausschließlich ihre Fragen beantwortet. 1993 hat Premierminister Hosokawa Morihiro, der erste Nicht-LDP-Premier seit Jahrzehnten, versucht, das Bankisha-System zu durchbrechen und die Journalisten selbst auszuwählen, deren Fragen er beantwortet. Unter anderem war er der erste, der Fragen ausländischer Reporter zuließ. Das starre System wurde zwar dadurch gelockert, blieb aber letztlich intakt.
Obwohl in Japan die Pressezensur mit der amerikanischen Besatzung und der neuen Verfassung im Jahr 1945 abgeschafft wurde, hat das Bankisha-System dazu geführt, dass die japanische Presse nicht immer völlig unabhängig berichtet. Viele Skandale sind erst durch die intensive Recherche von engagierten Reportern kleiner Zeitungen aufgedeckt worden, bis die großen die Nachrichten nicht mehr ignorieren konnten.
In den USA gibt es ein ähnliches System von Journalisten, die direkt aus dem Weißen Haus berichten.